# Ungerns herrlandslag i fotboll
Ungerns herrlandslag i fotboll (ungerska: Magyar labdarúgó-válogatott) hade i början av 1950-talet en storhetstid då man tillhörde den absoluta världstoppen. 1953 blev man bland annat första landslag från kontinentaleuropa att besegra England på Wembley Stadium och var under flera år obesegrade. Man kännetecknades av en teknisk fotboll på sina glansdagar. Numera har det ungerska landslaget haft svårt att prestera som förut.

## Historia
Första officiella landskampen spelades den 12 oktober 1902, då man föll mot Österrike med 0-5 i Wien. Vid denna tid var Österrike och Ungern inte självständiga stater, utan delar av Österrike-Ungern. Den 11 april 1901 hade man dock spelat en inofficiell match mot engelska klubblaget Richmond AFC och förlorat med 0-4 på Millenáris Stadium i Budapest.
De närmaste åren spelade Ungern ett flertal gånger mot Österrike och även några gånger mot Böhmen som också var en del av Österrike-Ungern. Ungern deltog i OS 1912 i Stockholm. Den första matchen mot England förlorades med 0-7, vilket följdes av segrar mot Tyskland och Österrike. Ungern utvecklades och 1927 vann man mot Frankrike med 13-1. Som många andra europeiska länder tog man inte den riskfylla resan till Uruguay till det första världsmästerskapet i fotboll 1930. Istället kom debuten fyra år senare. Efter seger mot Egypten i första matchen förlorade man andra omgången mot Österrike.
Ungern kvalade också in till VM i fotboll 1938 efter seger mot Grekland med 11-1 med spelare som Gyula Zsengellér, György Sárosi och Pál Titkos. Ungern tog sig vidare till semifinalen, där man vann mot Sverige med 5 - 1 och var klar för VM-final. Den förlorades dock mot regerande mästarna Italien med 2 - 4. Snart kom också stora spelare som Ferenc Puskas, Sándor Kocsis, Nándor Hidegkuti, Zoltán Czibor och József Bozsik med flera.

### Glansperiod
Under sin glansperiod mellan 1950 och 1956 kallades landslaget för "De Magiska Magyarerna" under ledning av Gusztáv Sebes. Man vann guld i Olympiska sommarspelen 1952 i Helsingfors då man slog Jugoslavien i finalen med 2-0.
Den 25 november 1953 spelade Ungern en klassisk landskamp mot England på Wembley Stadium. England. Inför 105 000 gjorde då Nandor Hidegkuti mål efter 90 sekunder. Det slutade med att Ungern vann med 6 - 3, där Hidegkuti gjorde hat-trick och Puskas gjorde ett klassiskt mål då han fintade bort Billy Wright med en sulfint. Skottstatistiken vanns av Ungern med 35 - 5. I maj året efter vann Ungern en returmatch hemma i Budapest mot England med 7 - 1 som var en genrepsmatch iför VM i fotboll 1954.
I VM 1954 var Ungern storfavorit efter OS-guldet. Laget var därtill obesegrat sedan maj 1950; av 31 matcher hade 27 slutat med seger och 4 med oavgjort resultat. Första matchen mot Sydkorea vanns med 9 - 0 och sedan mot blivande världsmästarna Västtyskland med 8 - 3. Tyskarna hade dock ett något reservbetonat lag. I dessa matcher gjorde Sandor Kocsis tre respektive fyra mål. Ingen annan spelare har gjort två hattricks i rad i ett VM. Puskas blev dock skadad i matchen mot Västtyskland. I kvartsfinalen möttes Ungern och Brasilien. Denna match blev stökig och bråkig, med många frisparkar, ett par straffar och flera gula och röda kort. Den verkliga skandalen inträffade dock efter matchen, när det i omklädningsrummen kom till handgemäng med tillhyggen och knytnävar. I semifinalen vann man mot Uruguay. Ungern ledde med 2 - 0 men Uruguay utjämnade till 2 - 2. I förlängningen gjorde Sándor Kocsis två mål och laget var klart för final mot Västtyskland som spelades i Bern. Ferenc Puskas gjorde comeback i finalen på egen begäran trots skadan och gjorde efter sex minuter 1-0. Två minuter senare gjorde Zoltán Czibor 2-0. Tio minuter senare kvitterat Tyskland genom Morlock och Helmut Rahn. Ungern fick därefter svårare och träffade både ribba och stolpe, och den tyske målvakten Toni Turek gjorde flera räddningar. Sex minuter före full tid gjorde Rahn 3 - 2 till Västtyskland. Strax därpå gjorde Puskas 3 - 3, men målet underkändes av den walesiska linjedomaren Mervyn Griffiths, som vinkade för offside. Sviten som obesegrade bröts efter 32 matcher (rekord då).
Efter finalen var laget obesegrat i 18 raka matcher. I en av dessa slog man Sovjetunionen, vilket var första gången att slå dem på deras hemmaplan. Sviten bröts 1956 efter förlust mot Turkiet.
Den ungerska revolten som bröt ut i oktober 1956 skulle lägga landslaget i spillror. Samtidigt befann sig storklubben Budapest Honvéd FC (Ferenc Puskas klubb) i Spanien för att spela europacupmatch. När den spelades klart kom spelarna hem till Ungern. Där ordnade man en returmatch i Bryssel på grund av oroligheterna. De kallade in sina familjer och, trots motstånd från Fifa och ungerska myndigheterna, åkte de på turné i bland annat Italien, Portugal, Spanien och USA. Flera av stjärnorna återvände aldrig till Ungern.

### VM-kvartsfinaler 1962 och 1966 och OS-Guld
Revolten försvagade landslaget mycket, men spelare som Nándor Hidegkuti, József Bozsik och talangen Lajos Tichy fanns ändå kvar till VM 1958. Ungern fick oavgjort mot Wales, förlust mot värdnationen Sverige och seger mot Mexiko med 4 - 0. Man förlorade dock omspelsmatchen mot Wales.
Man nådde kvartsfinal 1962 då med Flórián Albert. Man slog England och Bulgarien och fick oavgjort mot Argentina i gruppspelet men förlorade mot överraskningen och blivande finalisterna Tjeckoslovakien i kvartsfinalen. Till EM 1964 kvalificerade man sig till huvudturneringen, som bara bestod av fyra lag. Man blev trea efter vinst mot Danmark i bronsmatchen.
Ungern vann OS-guld i Tokyo samma år. I finalen slog man Tjeckoslovakien med 2 - 1. Man gjorde 22 mål på fem matcher och 19-årige Ferenc Bene vann skytteligan.
I 1966 ingick bland annat talangen Ferenc Bene i truppen. Efter en förlust mot blivande bronsmedaljörerna Portugal slog man 2-faldigt regerande världsmästarna Brasilien med 3 - 1 på Goodison Park i Liverpool. Efter vinst mot Bulgarien var man återigen i kvartsfinal. Den förlorades mot Sovjetunionen med 1 - 2.
1968 vann Ungern OS-guld för tredje gången i Mexico City. Finalen mot Bulgarien blev stökig. Bulgarien tog ledningen, men Ungern gjorde två snabba mål. Då tappade bulgarerna humöret. Domaren visade ut bulgaren Janko Dimitrov efter ett överfall på Erno Noskó. Minuten senare visades bulgaren Kiril Ivkov som gått hårt på Lazslo Nagy. Atanas Christov protesterade mot domslutet och kastade bollen i huvudet på domaren och fick se rött. Ungern gjorde två mål till, ett av Istán Juhász som också blev utvisad.

### Prestationssvårigheter
Efter 1960-talet skulle det dröja till 1978 innan man åter deltog i fotbolls-VM, men 1978 skulle inte bli Ungerns VM. Man förlorade alla sina matcher med 1 - 2 mot hemmalaget och blivande världsmästarna Argentina, då argentinarna gjort segermålet i de sista minuterna, 1 - 3 mot Italien samt Frankrike, och blev utslagna.
1982 blev inte heller någon succé. Ungern vann dock mot El Salvador med 10 - 1. Man förlorade sedan mot regerande världsmästarna Argentina med 1 - 4 och oavgjort mot Belgien med 1 - 1, och blev utslagen. I matchen mot El Salvador blev Laszlo Kiss historisk genom att göra det snabbaste hat-tricket i ett VM-slutspel, på sju minuter. Han var också avbytare och spelade inte en hel halvlek.
Fotbolls-VM 1986 blev man återigen utslagna i gruppspelet. I den första matchen förlorade man mot Sovjetunionen med 0 - 6. Därefter följdes en seger på 2 - 0 mot Kanada, samt en förlust mot blivande bronsmedaljörerna Frankrike med 0 - 3.

### Sämre tider
Sedan 1990-talet har Ungern inte lyckats att kvala in till något VM alls. 1990 och 1994 års VM-kval blev ingen stor framgång för Ungern. 
Kvalet till VM 1998 spelades mot Norge, Schweiz, Finland och Azerbajdzjan. Norge såg ut att vinna gruppen med antingen Schweiz eller Finland som tvåa. Mot Finland fick man 1 - 1 borta och eftersom Azerbajdzjan slog Schweiz gick Ungerns landslag vidare till playoff. Där förlorade Ungern mot Jugoslavien med sammanlagt 12-1 efter två matcher.
I 2002 års kval hamnade man med Italien, Rumänien, Georgien och Litauen, där Ungern slutade på en näst sista plats. Man fick 2-2 hemma mot Italien, 4-1 hemma mot Georgien, 6-1 borta mot Litauen och 1-1 hemma mot Litauen. I 2006 års kval hamnade man med Sverige, Kroatien, Bulgarien, Island och Malta. Mot Island och Malta blev det segrar hemma och borta. Mot Bulgarien och Kroatien blev det oavgjort hemma. Mot Sverige blev det inga poäng. 2010 års kval mötte man Sverige, Portugal, Danmark, Albanien och Malta, där man slutade fyra. I kvalet till VM 2014 slutade man trea efter Nederländerna och Rumänien. Kvalet till VM 2018 blev närmre en katastrof. Ungern vann fyra matcher och en oavgjord. Resten blev fem förluster. Bland annat spelade man oavgjort mot Färöarna samt en förnedring borta mot Andorra med 0-1. Ungern slutade trea i sin grupp. Men man var långt från toppstriden mellan Portugal och Schweiz.

### Framgångar i EM
Ungern nådde vissa framgångar i EM 1968 och 1972. 1976 års kval kom Ungern tvåa i gruppen, tre poäng efter Wales. 1980 års kval var Ungern säkert närmast att kvala in. Man var bara en poäng efter Grekland, gruppsegraren. 1980 års kval blev en liten framgång för Ungern. Man slog Luxemburg hemma och borta och slog gruppsegraren Danmark hemma med 1-0, samt 2-2 borta mot Grekland. I kvalet 1988 slog man Cypern 1-0 hemma och borta och slog Polen hemma med 5-3 samt Grekland hemma. Man kom trea, sex poäng bakom Nederländerna. Två vinster mot Nederländerna kunde räcka till slutspelet.
1992 års kval slutade med en fjärdeplats före Cypern. 4-2 mot Cypern hemma och 2-0 borta blev de enda vinsterna. 0-0 mot Norge hemma och borta blev det. Mot Sovjet blev det 2-2 borta och 0-1 hemma. Mot Italien 1-1 hemma och 1-3 borta. 1996 års kval blev ett misslyckande. Det började sådär med 2-2 hemma mot Turkiet. Sedan förlorade man med 0-2 borta mot Sverige. Sedan blev det 2-2 hemma mot Schweiz. Fyra dagar före valborgsmässoafton 1995 slog man Sverige 1-0 hemma. Förlust blev det med 1-2 borta mot Island. Sedan förlorade man 0-2 mot Turkiet. Sedan fick man 1-0 mot Island och man kom fyra, före Island.
2000 års kval blev något bra. Man slog Liechtenstein 5-0 hemma men fick 0-0 borta. Mot Azerbajdzjan vann man 3-0 hemma och 4-0 borta. 2004 års kval var Ungern mycket nära att kvala till EM 2004. Det började hyfsat med oavgjort borta mot Sverige och vinst mot San Marino hemma. Det blev sedan 0-0 borta mot Polen. Sedan förlorade man 1-2 mot Sverige hemma. Sedan slog man Lettland hemma med 3-1 och San Marino borta med 5-0. De sista matcherna mot Polen och Lettland förlorade man. 2008 års kval gick ingen vidare med bara fyra vinster. Två mot Bosnien, en mot Malta och den sista mot Moldavien. Mot Malta förlorade man dessutom borta. Man kom bara näst sist före Malta.
Under 2010-talet har man visat framåt resultatmässigt. Ungern kvalade in till EM 2016 via playoffseger mot Norge. Ungern vann gruppspelet före den blivande EM-mästarna Portugal samt Island och Österrike. I åttondelsfinalen blev man dock utslagen av Belgien med 0-4.

## Spelare

### Nuvarande trupp
Följande spelare var uttagna till träningsmatcherna mot Sverige och Azerbajdzjan den 6 och 10 juni 2025.
Antalet landskamper och mål är korrekta per den 6 juni 2025 efter matchen mot Sverige.
| Nr | Pos. | Namn               | Födelsedatum (ålder) | Matcher | Mål |           | Klubb                |
| -- | ---- | ------------------ | -------------------- | ------- | --- | --------- | -------------------- |
|    | MV   | Dénes Dibusz       | 16 november 1990     | 44      | 0   | Ungern    | Ferencváros          |
|    | MV   | Péter Szappanos    | 14 november 1990     | 1       | 0   | Ungern    | Paks                 |
|    | MV   | Balázs Tóth        | 4 september 1997     | 0       | 0   | England   | Blackburn Rovers     |
|    |      |                    |                      |         |     |           |                      |
|    | F    | Willi Orbán        | 3 november 1992      | 57      | 6   | Tyskland  | RB Leipzig           |
|    | F    | Loïc Négo          | 15 januari 1991      | 41      | 2   | Frankrike | Le Havre             |
|    | F    | Márton Dárdai      | 12 februari 2002     | 14      | 0   | Tyskland  | Hertha Berlin        |
|    | F    | Botond Balogh      | 6 juni 2002          | 8       | 0   | Italien   | Parma                |
|    | F    | Attila Mocsi       | 29 maj 2000          | 1       | 0   | Turkiet   | Çaykur Rizespor      |
|    | F    | Attila Osváth      | 10 december 1995     | 1       | 0   | Ungern    | Paks                 |
|    | F    | Gábor Szalai       | 9 juni 2000          | 1       | 0   | Ungern    | Ferencváros          |
|    |      |                    |                      |         |     |           |                      |
|    | MF   | Dominik Szoboszlai | 25 oktober 2000      | 54      | 15  | England   | Liverpool            |
|    | MF   | András Schäfer     | 13 april 1999        | 36      | 4   | Tyskland  | Union Berlin         |
|    | MF   | Zsolt Nagy         | 25 maj 1993          | 30      | 3   | Ungern    | Puskás Akadémia      |
|    | MF   | Bendegúz Bolla     | 22 november 1999     | 27      | 0   | Österrike | Rapid Wien           |
|    | MF   | Milos Kerkez       | 7 november 2003      | 23      | 0   | England   | Bournemouth          |
|    | MF   | Callum Styles      | 28 mars 2000         | 23      | 0   | England   | West Bromwich Albion |
|    | MF   | Tamás Nikitscher   | 3 november 1999      | 9       | 0   | Spanien   | Real Valladolid      |
|    | MF   | Bence Dárdai       | 24 januari 2006      | 2       | 0   | Tyskland  | Wolfsburg            |
|    | MF   | Alex Tóth          | 23 oktober 2005      | 2       | 0   | Ungern    | Ferencváros          |
|    | MF   | Áron Csongvai      | 31 oktober 2000      | 1       | 0   | Sverige   | AIK                  |
|    | MF   | Milán Vitális      | 28 januari 2002      | 0       | 0   | Ungern    | Győr                 |
|    |      |                    |                      |         |     |           |                      |
|    | A    | Roland Sallai      | 22 maj 1997          | 59      | 14  | Turkiet   | Galatasaray          |
|    | A    | Dániel Gazdag      | 2 mars 1996          | 30      | 4   | USA       | Columbus Crew        |
|    | A    | Barnabás Varga     | 25 oktober 1994      | 22      | 7   | Ungern    | Ferencváros          |
|    | A    | Kevin Csoboth      | 20 juni 2000         | 18      | 1   | Schweiz   | St. Gallen           |

### Kända spelare
- Flórián Albert
- Balázs Dzsudzsák
- Zoltán Gera
- Nándor Hidegkuti
- Gábor Király
- Sándor Kocsis
- Ferenc Puskás

## Flest landskamper och mål
| Nr | Namn             | Landslagskarriär | Landskamper |
| -- | ---------------- | ---------------- | ----------- |
| 1  | Balázs Dzsudzsák | 2007–2019        | 108         |
| 1  | Gábor Király     | 1998–2016        | 108         |
| 2  | József Bozsik    | 1947–1962        | 101         |
| 3  | Zoltán Gera      | 2002–2017        | 97          |
| 4  | Roland Juhász    | 2004–2016        | 95          |
| 5  | László Fazekas   | 1968–1983        | 92          |
| 6  | Ádám Szalai      | 2009–            | 86          |
| 6  | Gyula Grosics    | 1947–1962        | 86          |
| 7  | Ferenc Puskás    | 1945–1956        | 85          |
| 8  | Imre Garaba      | 1980–1991        | 82          |
| 9  | Sándor Mátrai    | 1956–1967        | 81          |
| 10 | Vilmos Vanczák   | 2004–2015        | 79          |

| Nr | Namn             | Landslagskarriär | Mål |
| -- | ---------------- | ---------------- | --- |
| 1  | Ferenc Puskás    | 1945–1956        | 84  |
| 2  | Sándor Kocsis    | 1948–1956        | 75  |
| 3  | Imre Schlosser   | 1906–1927        | 58  |
| 4  | Lajos Tichy      | 1955–1971        | 51  |
| 5  | György Sárosi    | 1931–1943        | 42  |
| 6  | Nándor Hidegkuti | 1945–1958        | 39  |
| 7  | Ferenc Bene      | 1962–1979        | 36  |
| 8  | Gyula Zsengellér | 1936–1947        | 32  |
| 8  | Tibor Nyilasi    | 1975–1985        | 32  |
| 9  | Flórián Albert   | 1959–1974        | 31  |
| 10 | Ferenc Deák      | 1946–1949        | 29  |

### Fotnoter
1. ↑  ”Men's Ranking”. Fifa. https://inside.fifa.com/fifa-world-ranking/men?dateId=id14415. Läst 2 juli 2024.
2. ↑  ”Győrből is érkezik játékos a férfi A-válogatott keretébe”. Ungerska fotbollsförbundet. 20 maj 2025. https://valogatott.mlsz.hu/ferfi-a-valogatott/hir/csapat/gyorbol-is-erkezik-jatekos-a-ferfi-a-valogatott-keretebe. Läst 20 maj 2025.
3. ↑  https://eu-football.info/_players.php?id=100&data=9
4. ↑  https://eu-football.info/_players.php?id=100&data=6